# Anne et le Révérend
Pour plus de détails, voir Fiche technique et Distribution.
Anne et le Révérend est un documentaire français réalisé par François Uzan, diffusé pour la première fois à la télévision le 13 avril 2008 sur France 2.

## Synopsis
Anne et le Révérend trace le portrait de Makoto Otsuka, un révérend d’Hiroshima qui, depuis sa rencontre avec le père d’Anne Frank, il y a 30 ans, transmet la mémoire de la Shoah aux enfants japonais.
À travers le portrait de cet homme drôle et émouvant, c’est également un Japon insolite à la recherche de sa propre mémoire qui se dévoile.

## Fiche technique
- Titre : Anne et le Révérend
- Titre anglais : Anne and the Reverend
- Réalisation : François Uzan
- Scénario : François Uzan, Valentine Oberti
- Photographie : Denis Gaubert, Justine Bourgade
- Montage : François Uzan, Nicolas De Lavigne
- Pays d'origine :  France
- Langue : français, anglais, japonais
- Format : couleur - 16:9- HDV
- Genre : documentaire
- Durée : 49 minutes

## Versions
- La version diffusée le 13 avril 2008 sur France 2 est d'une durée de 30 minutes.
- La version originale du documentaire (présentée en festivals) est d'une durée de 49 minutes.

## Distinctions
- Sélectionné au Festival du Film Juif de Toronto (mai 2008)
- Sélectionné au Festival du Film Juif de Los Angeles (mai 2008)